# Санта Елена Уно, Санта Елена (Окампо)
Санта Елена Уно, Санта Елена (шп. Santa Elena Uno, Santa Elena) насеље је у Мексику у савезној држави Коавила у општини Окампо. Насеље се налази на надморској висини од 1080 м.

## Становништво
Према подацима из 2010. године у насељу су живела 3 становника.

### Хронологија
| Година       | 2000        | 2005        | 2010 |
| ------------ | ----------- | ----------- | ---- |
| Становништво | 29 (21 / 8) | 16 (10 / 6) | 3    |

### Попис
| # | Индикатор                     | Вредност |
| - | ----------------------------- | -------- |
| 1 | Укупно домаћинстава           | 18       |
| 2 | Укупно насељених домаћинстава | 2        |
| 3 | Величина локације             | 1        |